# Gare Saint-Jovite
La gare Saint-Jovite est une ancienne gare ferroviaire canadienne, située à Saint-Jovite dans la province de Québec.
Fermée en 1981, le bâtiment a été déplacé dans la rue principale et réaffectée en restaurant.

## Histoire
En 1872, l’hiver dur qu’ont connu les Montréalais a démontré que le prolongement de la ligne de chemin de fer était nécessaire pour importer le bois de chauffage provenant de la région des Laurentides. Ayant déjà un réseau qui s’étendait de Saint-Jérôme à Sainte-Agathe, les autorités ont entrepris un prolongement de 200 kilomètres qui relie Saint-Jérôme et Mont-Laurier. Ces travaux seront terminés en 1881. Ensuite, une série de gares se construisent le long de la voie ferrée qui mène dans les Hautes-Laurentides.
Le chemin de fer, établi par le curé Labelle, a inévitablement contribué au développement de Saint-Jovite. C’est en 1883 que la gare voit le jour. Au tout début, le chemin de fer servait à l'acheminement des ravitaillements et pour l’industrie du bois, donc une grande partie de la gare servait d’endroit d’entreposage. 
En 1927, la gare accueille les usagers du train, puisqu’à cette époque, le train était devenu le principal moyen de transport pour parvenir à cette région. La construction de la route 11 (actuellement la 117) et le développement de l’automobile entraîne la fermeture du réseau ferroviaire, soit le 15 novembre 1981. 
Au début des années 1990, on transforme le réseau en parc linéaire, (Le P'tit Train du Nord), tout en conservant les gares, pour en changer leur vocation. 
En 1987,  Mr. George Kelegher et Mr Stanley M. Hopmeyer prennent possession de l’ancienne gare de Saint-Jovite. Ils en profitent pour la réimplanter sur la rue principale, soit à moins de deux kilomètres de son emplacement d’origine, pour la restaurer afin qu’elle retrouve son cachet d’antan et d’y instaurer un restaurant italien : L’Antipasto.

## Patrimoine ferroviaire
Toutes les gares de la région des Laurentides ont des traits communs. Bien qu’elles aient été construites selon différents styles, elles adoptent des couleurs semblables, soit le jaune, bourgogne et le vert. La gare de St-Jovite comprend un revêtement de déclin de bois jaune, les ouvertures sont entourées par un cadre de bois bourgogne et les meneaux à l’intérieur des fenêtres sont verts. Cette gare a été inspirée par le style néogothique, que l’on peut voir par sa forme rectangulaire, qui à l’origine longeait les rails de chemin de fer, d’un étage et demi avec un toit à deux versants et qui est percé au-dessus de l’oriel. On retrouve aussi le style chalet suisse grâce à ces nombreuses ornementations telles que des grands débords de toit, ornés de croix de saint André aux angles et des épis de faîtage au pignon. La toiture est sur différents niveaux et elle contient des débords de toit agrémentés par des consoles.  
À l’intérieur, on a aussi conservé l’aspect d’origine, c’est-à-dire que dans l’ancienne partie (qui servait d’entreposage) on aperçoit le mur composé de carrés de bois, un plancher de planche de bois abîmé avec les années et les vieilles poutres et solives qui composent la structure du toit. Bien que la nouvelle vocation du bâtiment œuvre dans la restauration, ils ont conservé des anciennes pancartes de villages, des indications et de vieux objets reliés aux réseaux ferroviaires qui, maintenant, ornent les murs.
Dans l’autre partie, les murs sont composés de lattes de bois verticales d’environ 3 pouces. Pour conserver l’aspect rustique de l’ancienne gare, ils ont gardé l’escalier de bois et transformé l’ancien guichet où l’on achetait les billets de train,  pour en faire une assignation des places, l’ancien escalier a été conservé tel quel et le foyer de brique rouge a été transformé en four pour le pain et la pâte à pizza. 
Bien que la vocation et la localisation du bâtiment aient changé depuis quelques années, les propriétaires ont voulu recréer l’ambiance ferroviaire d’autrefois, soit en ajoutant une section de rail au même endroit où le train passait à l’origine, ainsi qu’une barrière et des panneaux de repérage.